# EPrix de Dariya
Le ePrix de Dariya est une épreuve comptant pour le championnat du monde Formule E FIA. Elle a eu lieu pour la première fois le 15 décembre 2018 en ouverture de la saison 2018-2019.

## Historique
La Formule E se rend pour la première fois à Dariya en ouverture de la saison 5. Cette course est remportée par António Félix da Costa et BMWi Andretti. L'édition 2022, ouverture de la saison 8 sera remportée par Nyck de Vries (Mercedes EQ) et Edoardo Mortara (Venturi).
En 2021, C'est sur cette piste qu'a eu lieu la première course nocturne de la Formule E, grâce à un éclairage LED à faible consommation grâce à l'énergie provenant entièrement de sources renouvelables.

## Le circuit
Le circuit Urbain de Dariya se situe dans la ville de Dariya, dans la banlieue de Riyad en Arabie Saoudite. Il est composé de 21 virages et est long de 2,495 km. Le tracé comporte deux grandes lignes droites principales et un premier et deuxième secteur très sinueux ou les dépassements sont compliqués.

## Palmarès

### Historique
| Année | Vainqueur              | Écurie                           | Circuit                  | Résultats | Date             |
| ----- | ---------------------- | -------------------------------- | ------------------------ | --------- | ---------------- |
| 2018  | António Félix da Costa | BMW i Andretti Motorsports       | Circuit urbain de Dariya | Résumé    | 15 décembre 2018 |
| 2019  | Sam Bird               | Envision Virgin Racing           | Circuit urbain de Dariya | Résumé    | 22 novembre 2019 |
| 2019  | Alexander Sims         | BMWi Andretti Motorsport         | Circuit urbain de Dariya | Résumé    | 23 novembre 2019 |
| 2021  | Nyck de Vries          | Mercedes EQ Formula E Team       | Circuit urbain de Dariya | Résumé    | 26 février 2021  |
| 2021  | Sam Bird               | Jaguar Racing                    | Circuit urbain de Dariya | Résumé    | 27 février 2021  |
| 2022  | Nyck de Vries          | Mercedes EQ Formula E Team       | Circuit urbain de Dariya | Résumé    | 28 janvier 2022  |
| 2022  | Edoardo Mortara        | ROKiT Venturi Racing             | Circuit urbain de Dariya | Résumé    | 29 janvier 2022  |
| 2023  | Pascal Wehrlein        | TAG Heuer Porsche Formula E Team | Circuit urbain de Dariya | Résumé    | 27 janvier 2023  |
| 2023  | Pascal Wehrlein        | TAG Heuer Porsche Formula E Team | Circuit urbain de Dariya | Résumé    | 28 janvier 2023  |
| 2024  | Jake Dennis            | Andretti Formula E Team          | Circuit urbain de Dariya | Résumé    | 26 janvier 2024  |
| 2024  | Nick Cassidy           | Jaguar TCS Racing                | Circuit urbain de Dariya | Résumé    | 27 janvier 2024  |

## Classements par nombre de victoires

### Pilotes
| Nombre de victoires | Pilote                 | Années      |
| ------------------- | ---------------------- | ----------- |
| 2 victoires         | Sam Bird               | 2019 - 2020 |
| 2 victoires         | Nyck de Vries          | 2021 - 2022 |
| 2 victoires         | Pascal Wehrlein        | 2023 - 2023 |
| 1 victoires         | António Félix da Costa | 2018        |
| 1 victoires         | Alexander Sims         | 2019        |
| 1 victoires         | Edoardo Mortara        | 2022        |
| 1 victoires         | Jake Dennis            | 2024        |
| 1 victoires         | Nick Cassidy           | 2024        |

### Écuries
| Nombre de victoires | Écurie      | Années            |
| ------------------- | ----------- | ----------------- |
| 3 victoires         | Andretti    | 2018 - 2019, 2024 |
| 2 victoires         | Mercedes EQ | 2021 - 2022       |
| 2 victoires         | Jaguar      | 2021, 2024        |
| 1 victoires         | Virgin      | 2019              |
| 1 victoires         | Venturi     | 2022              |